# Létminimum
A létminimum statisztikai fogalom: egy úgynevezett küszöbérték, amelyhez mérten meghatározható az abszolút szegénységben élők száma vagy aránya. A küszöbérték azt a jövedelmi vagy fogyasztási szintet adja meg, amelyet a "normális" életvitelhez szükségesnek tartunk. Abszolút szegénynek pedig azt tekintjük, akinek a jövedelme (pontosabban: egy főre jutó, vagy ekvivalens jövedelme) a küszöbértéknél kisebb.

## A létminimum-számítás Magyarországon
A  Központi Statisztikai Hivatal (KSH) által számított létminimum érték az OÉTI által összerakott, az egészséges táplálkozáshoz szükséges élelmiszer-fogyasztás költségéből indul ki.  Az OÉTI egy átlagos, aktív korú, közepes fizikai terhelés mellett dolgozó férfire adja meg az élelmiszerkosár optimális összetételét és kalóriaértékét, ami 2400 kcal. A következő lépésben a KSH kiszámítja, hogy mennyibe kerülnének ezek az élelmiszerek, és az ekörüli értékben élelmiszert fogyasztó háztartások összes kiadásának havi átlagos értékét tekinti minimumnak. Bár a „létminimum” elnevezés az életben maradást is veszélyeztető nélkülözésre utal, ez a KSH által számított érték inkább a társadalmilag elfogadott, szokásos életvitelhez szükséges minimális jövedelemnek felel meg.
Magyarországon az I. világháború éveitől kezdve készítettek fogyasztói kosáron alapuló létfenntartási költségadatokat.
A KSH 1991-től évente közölte a számított létminimum értékét. A KSH 2015 júniusában sajtótájékoztatón jelentette be a létminimum számítás megszüntetését, majd a sajtóbeli reakciókra válaszul közleményben pontosította szándékait és jelezte, hogy a mutató nem szűnik meg, csak felülvizsgálják a számítások módszertanát.
A KSH által publikált létminimumértékek 1990-től, két felnőttből és két gyermekből álló család esetén:
|                        | 1990   | 1995   | 2000   | 2002    | 2004    | 2006    | 2007    | 2008    | 2009    | 2010    | 2011    | 2012    | 2013    | 2014    |
| ---------------------- | ------ | ------ | ------ | ------- | ------- | ------- | ------- | ------- | ------- | ------- | ------- | ------- | ------- | ------- |
| 2 felnőtt 2 gyermekkel | 20 296 | 47 662 | 99 978 | 125 013 | 154 590 | 174 371 | 192 186 | 208 034 | 217 570 | 228 334 | 243 429 | 249 284 | 253 779 | 253 318 |

Az 1990-es évek óta megjelent létminimum-számítások közül egyedül a 2011-ben megjelent, a 2010-es évre vonatkozó kiadványban szerepeltették a következő mondatot: „Becsléseink szerint e számított értéknél alacsonyabb jövedelemből élt 2010-ben a lakosság 37%-a.” Magyarország lakosainak száma 2010-ben 10 014 324 fő. Tehát a létminimumértékek alatt 3 705 300 fő élt.
2015-től a KSH az Európai Unió minden tagországában bevezetett AROPE indikátor alapján teszi közzé a szegénységgel kapcsolatos adatait, a szegénységgel érintett lakosok számában és a népesség százalékában is, amelyet az Eurostat ellenőriz és hagy jóvá.

## Alternatív létminimum-számítás
Miután a KSH megszüntette a létminum-számításokat, a Policy Agenda nevű szervezet jelentetett meg adatokat saját becsléseikre hivatkozva.
A 2015-ös kiadványban a következő mondat szerepelt: „Becsléseink szerint 2015-ben e számított értékeknél alacsonyabb jövedelemből élt a lakosság  41,5%-a.” A 2018-as előzetes jelentés szerint 3,3 millió fő élt a létminimum alatt, hogy a lakosság hány százaléka él a létminimum alatt. A nettó minimálbér 8,2%-kal nőtt és az infláció 2,8%-kal, a létminimum összege viszont 4,8%-kal növekedett.
|                                 | 2015    | 2016    | 2017    | 2018    |
| ------------------------------- | ------- | ------- | ------- | ------- |
| 2 felnőtt 2 gyermekkel          | 255 246 | 256 995 | 262 305 | 274 978 |
| létminum alatt élők százalékban | 41,5%   | 36%     | 30%     | ??%     |

A sajtóban rendszeresen jelennek meg cikkek a négymillió főnél többet érintő magyarországi szegénységről, pedig a létminimum alatt élők száma és a szegénységben érintettek száma között jelentős az eltérés. Ferge Zsuzsa és Darvas Ágnes készített egy jelentést 2014-ben „Civil jelentés a Gyerekesélyekről, 2012–2013” címmel amelyet az Emberi Erőforrások Minisztériuma támogatott. Eszerint a szegénység aránya a következőképpen alakult 2007 és 2013 között:
|                                                                        | 2007  | 2008  | 2009  | 2010  | 2011  | 2012  | 2013  |
| ---------------------------------------------------------------------- | ----- | ----- | ----- | ----- | ----- | ----- | ----- |
| Szegénységben vagy kirekesztésben élők aránya, teljes népességen belül | 29,4% | 28,2% | 29,6% | 29,9% | 31,0% | 32,4% | 33,5% |

Ezek az adatok csak kis mértékben térnek el a KSH hivatalos adataitól.

## Lásd még
- Szegénység
- Reálbér
- Minimálbér

## Külső hivatkozások
- Kovalcsik Tamás – A magyarok fele olyan településen él, ahol a jövedelem nem éri el az országos átlagot (Telex.hu, 2025.01.24.)